# 1000'erne
Århundreder: 10. århundrede – 11. århundrede – 12. århundrede
Årtier: 950'erne 960'erne 970'erne 980'erne 990'erne – 1000'erne – 1010'erne 1020'erne 1030'erne 1040'erne 1050'erne
År: 1000 1001 1002 1003 1004 1005 1006 1007 1008 1009